# طرخشقون فورموزي
طرخشقون فورموزي (الاسم العلمي:Taraxacum formosanum) هو نوع من النباتات يتبع جنس الطرخشقون من الفصيلة النجمية.